# 朝阳南站
朝阳南站（原站名朝阳站），位于中华人民共和国辽宁省朝阳市双塔区，是锦承铁路上的火车站，始建于1927年，由沈阳局集团管辖。现车站仅办理货运业务。

## 歷史
- 建于1927年。
- 2017年12月1日，本站更名为朝阳南站，同时京沈客运专线朝阳北站更名为朝阳站，原朝阳南站更名为朝阳西站，原朝阳西站更名为朝阳北站[3]。
- 2021年，因锦承铁路改造，本站停办客运业务。

## 車站周邊
- 辽宁朝阳市妇科医院
- 中国邮政储蓄银行朝阳站前支行
- 中国农业银行竹林支行
- 汉庭酒店朝阳火车站店
- 中国银行新华路分理处
- 中国建设银行朝阳站前支行
- 中国农业银行西街分理处
- 虎跃快捷酒店朝阳火车站店
- 朝阳市交通医院
- 朝阳市食品药品安全监督所
- 朝阳市供销合作社联合社
- 中国工商银行龙城支行
- 中国邮政储蓄银行朝阳市分行
- 光明小学
- 朝阳市乡企局
- 朝阳市龙城区财政局
- 中国建设银行光明街储蓄所
- 朝阳市商业银行柏山支行